# Prashanth Sellathurai
Prashanth Sellathurai (Auburn, Australia, 1 de octubre de 1986) es un gimnasta artístico australiano, especialista en el ejercicio de caballo con arcos, con el que ha logrado ser subcampeón del mundo en 2006.

## 2006
En el Mundial celebrado en Aarhus (Dinamarca) consiguió la plata en la competición de caballo con arcos, quedando tras el chino Xiao Qin y por delante del estadounidense Alexander Artemev (bronce).

## 2009
En el Mundial de Londres 2009, gana el bronce en caballo con arcos, tras el chino Zhang Hongtao y el húngaro Krisztián Berki.

## 2010
Y en el Mundial de Róterdam 2010 vuelve a ser bronce en caballo con arcos; en esta ocasión, de nuevo, tras el húngaro Krisztián Berki y el británico Louis Smith.